# Iris Plotzitzka
Iris Plotzitzka (Memmingen, 7 gennaio 1966 – 19 ottobre 2024) è stata una pesista tedesca.

## Palmarès
| Anno | Manifestazione  | Sede         | Evento         | Risultato | Misura  | Note |
| ---- | --------------- | ------------ | -------------- | --------- | ------- | ---- |
| 1986 | Europei         | Stoccarda    | Getto del peso | 7ª        | 19,26 m |      |
| 1987 | Europei indoor  | Liévin       | Getto del peso | 4ª        | 18,93 m |      |
| 1987 | Mondiali indoor | Indianapolis | Getto del peso | 8ª        | 17,97 m |      |
| 1987 | Mondiali        | Roma         | Getto del peso | 12ª       | 19,19 m |      |
| 1988 | Olimpiadi       | Seul         | Getto del peso | 14ª       | 19,06 m |      |
| 1989 | Europei indoor  | L'Aia        | Getto del peso | Bronzo    | 19,79 m |      |
| 1990 | Europei indoor  | Glasgow      | Getto del peso | 5ª        | 18,67 m |      |
| 1990 | Europei         | Spalato      | Getto del peso | 5ª        | 19,51 m |      |